# رود تاتسوشی
رود تاتسوشی (به لاتین: Tatsuushi River) یک رود در ژاپن است که در Hokkaido Prefecture واقع شده‌است.